# Freiwasserweltmeisterschaften 2008
Die Freiwasserweltmeisterschaften 2008 fanden vom 3. bis 8. Mai 2008 im spanischen Sevilla statt. Es wurden Einzelwettbewerbe für Frauen und Männer über die Distanzen 5, 10 und 25 Kilometer ausgetragen.
Die Freiwasserweltmeisterschaften 2008 wurden stark von russischer Seite geprägt. So gingen alleine vier der sechs Titel an russische Athleten: Bei den Frauen gewann Larissa Iltschenko über 5 und 10 Kilometer sowie Xenia Popowa über 25 Kilometer. Bei den Männern sicherte sich Thomas Lurz den Titel über 5 Kilometer, Wladimir Djattschin siegte über 10 Kilometer und Maarten van der Weijden (2008 kurz darauf auch Olympiasieger über 10 Kilometer) über 25 Kilometer.

## Ergebnisse Männer
| Wettbewerb | Gold                    | Gold      | Silber              | Silber    | Bronze                  | Bronze    |
| ---------- | ----------------------- | --------- | ------------------- | --------- | ----------------------- | --------- |
| 5 km       | Thomas Lurz             | 54:57.3   | Wladimir Djattschin | 54:58.8   | Maarten van der Weijden | 54:59.8   |
| 10 km      | Wladimir Djattschin     | 1:53:21.0 | David Davies        | 1:53:21.3 | Thomas Lurz             | 1:53:27.2 |
| 25 km      | Maarten van der Weijden | 5:04:01.1 | Mark Warkentin      | 5:04:01.6 | Juri Kudinow            | 5:04:02.4 |

## Ergebnisse Frauen
| Wettbewerb | Gold               | Gold      | Silber                   | Silber    | Bronze           | Bronze    |
| ---------- | ------------------ | --------- | ------------------------ | --------- | ---------------- | --------- |
| 5 km       | Larissa Iltschenko | 1:00:04.6 | Jekaterina Seliwjorstowa | 1:00:07.8 | Chloe Sutton     | 1:00:09.9 |
| 10 km      | Larissa Iltschenko | 2:02:02.7 | Cassie Patten            | 2:02:05.8 | Yurema Requena   | 2:02:07.2 |
| 25 km      | Xenia Popowa       | 5:27:48.2 | Edith van Dijk           | 5:27:50.3 | Natalija Pankina | 5:27:53.9 |